# 餐饮品牌国际
餐饮品牌国际公司（Restaurant Brands International Inc.；缩写：RBI）是一家跨国餐饮业控股公司，2014年由汉堡王和蒂姆·霍顿斯合并而成，2017年2月21日收购大力水手炸雞。公司总部位于加拿大多伦多，但汉堡王和派派思在美国迈阿密仍有总部大楼。